# José Ángel Ordiz Llaneza
José Ángel Ordiz Llaneza (Sotrondio, Asturias, 1955) es un escritor español.

## Biografía
Licenciado en Ciencias Químicas por la Universidad de Oviedo, fue profesor de Física y Química en varios Institutos de Educación Secundaria.
Inició su labor literaria con la novela corta Bosquejo de una sombra (Premio Diputación de Asturias 1980). La mayor parte de sus narraciones breves están reunidas en los libros:
- Relatos impíos (XI Premio de la Crítica de Asturias)

- El fin y otros relatos de supervivencia

- Club Lola y otros espectáculos

- Extravíos

- Violencias
- La vida y otras ficciones (2020)
- Relatos de carne y hueso (2020)

## Novelas
- Las muertes de un soñador[2] (Premio Cáceres 1994, versiones ampliadas y corregidas en 2010 y 2014)

- Buenas noches, Laura (Premio Onuba 2006)

- Mujer te doy (Tercer Premio Casa Eolo-Fundación Bolskan)

- Las luces del puerto (XII Premio de la Crítica de Asturias)

- El narrador de historias fantásticas (2010)

- En aquel tiempo (Finalista en el XXVII Premio Principado de Asturias-Fundación Dolores Medio)

- Sal dulce (Seleccionada como una de las diez obras finalistas en el LIX Premio Planeta)

- Circo (VI Premio Ángel Miguel Pozanco)

- La vocalista ausente (2016)
- Lo sucedido (2019)
- El Valle de las Fuentes (2020)
- El juglar y los peregrinos (Novela corta en verso, 2021)
- Sin unicornios ni respuestas (Novela corta con apéndices, 2024)
- Novelas huérfanas

## Premios
- Premio Diputación de Asturias, por Bosquejo de una sombra (1980)
- Premio Pola de Siero de relato breve, por Negro silencio (1982)
- Premio Cáceres de Novela Corta, por Las muertes de un soñador (1994).
- Premio Onuba de Novela, por Buenas noches Laura (2006).
- Premio de la Crítica de Asturias de cuento en castellano, por Relatos impíos (2009)
- Premio Ángel Miguel Pozanco de Novela por su obra Circo (2009).
- Premio de la Crítica de Asturias de novela en castellano, por Las luces del puerto (2010).
- Tercer Premio Casa Eolo-Fundación Bolskan por Mujer te doy (2011)
- Premio Taza de Oro del Club de Lectura Café Candás (Asturias) (2011)